# أندري بيفل
أندري بيفل (بالرومانية: Andrei Pavel)‏ هو لاعب كرة قدم روماني في مركز الهجوم، ولد في 29 يوليو 1992 في بياترا نيامتس في رومانيا. لعب مع نادي بياترا نيامتس وACS Gauss Bacău ‏.

## وصلات خارجية
- أندري بيفل على موقع قاعدة بيانات كرة القدم.إي يو (الإنجليزية)
- أندري بيفل على موقع Soccerway.com (الإنجليزية)